# 게오겜마 인디카
게오겜마 인디카는 게오겜마속에 속하는 한 종이다.